# Distrito electoral de Swan Creek (condado de Saline, Nebraska)
Swan Creek (en inglés: Swan Creek Precinct) es un distrito electoral ubicado en el condado de Saline en el estado estadounidense de Nebraska. En el Censo de 2010 tenía una población de 180 habitantes y una densidad poblacional de 1,93 personas por km².

## Geografía
Swan Creek se encuentra ubicado en las coordenadas 40°23′36″N 97°5′3″O / 40.39333, -97.08417. Según la Oficina del Censo de los Estados Unidos, Swan Creek tiene una superficie total de 93.4 km², de la cual 93.4 km² corresponden a tierra firme y (0%) 0 km² es agua.

## Demografía
Según el censo de 2010, había 180 personas residiendo en Swan Creek. La densidad de población era de 1,93 hab./km². De los 180 habitantes, Swan Creek estaba compuesto por el 95.56% blancos, el 0% eran afroamericanos, el 0% eran amerindios, el 0% eran asiáticos, el 0% eran isleños del Pacífico, el 2.22% eran de otras razas y el 2.22% pertenecían a dos o más razas. Del total de la población el 3.89% eran hispanos o latinos de cualquier raza.